# 錫杖

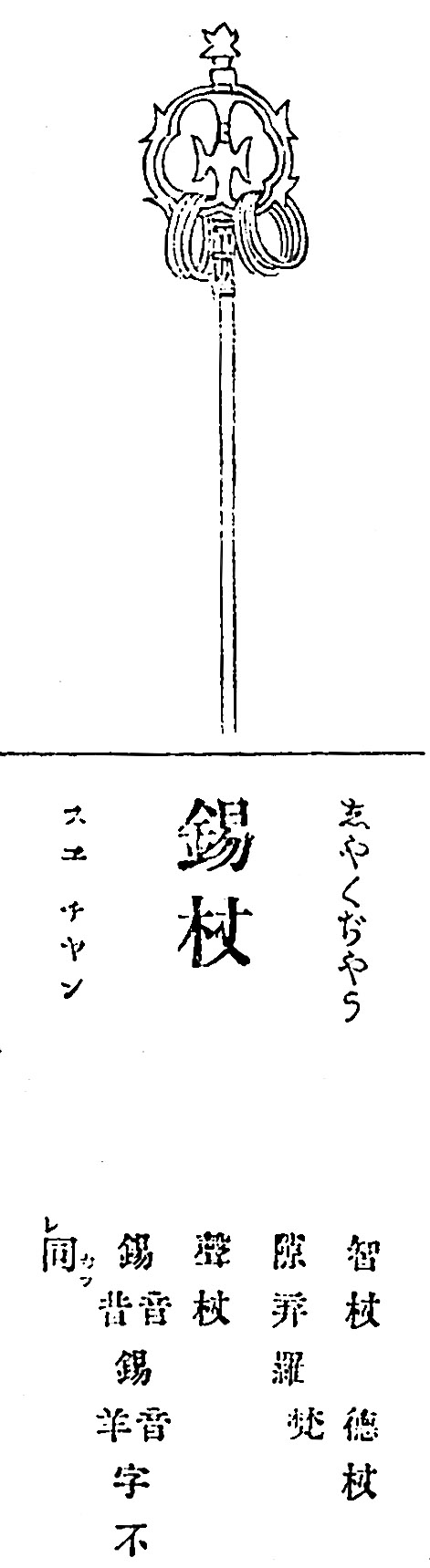
錫杖（和漢三才図会）

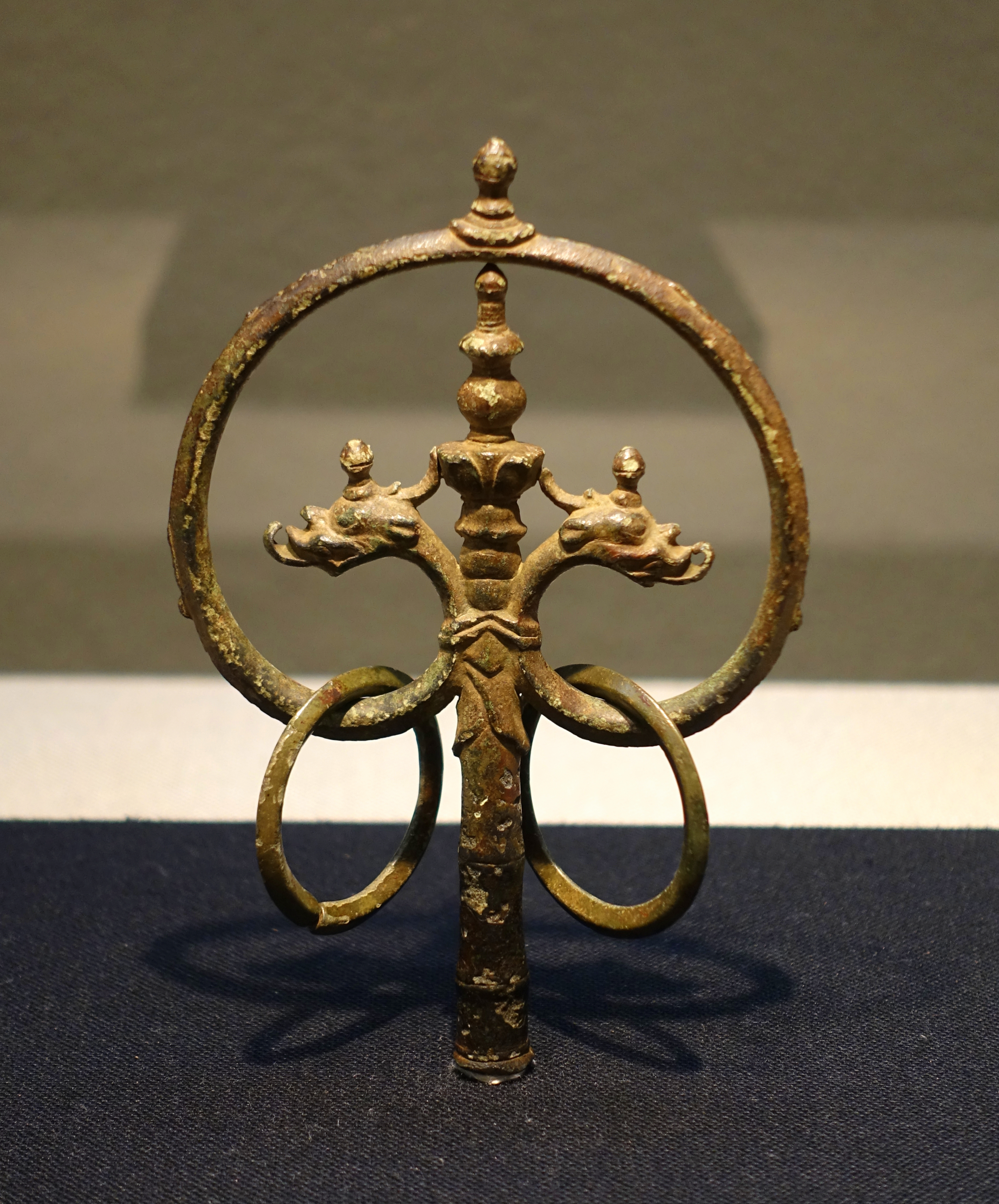
銅錫杖頭（双竜飾）（どうしゃくじょうとう） 富山県大日岳発見 重要文化財 個人蔵（東京国立博物館寄託）

錫杖（しゃくじょう）は、遊行僧が携帯する道具（比丘十八物）の一つである杖。梵語ではカッカラ（खक्खर、khakkhara）といい、有声杖、鳴杖、智杖、徳杖、金錫ともいう。

## 構造
銅や鉄などで造られた頭部の輪形に遊環（ゆかん）が4個または6個または12個通してあり、音が出る仕組みになっている。このシャクシャク（錫々）という音から錫杖の名がつけられたともいわれる。
仏教の戒律をまとめた書である『四分律』『十誦律』などによれば、この音には僧が山野遊行の際、禽獣や毒蛇の害から身を守る効果があり、托鉢の際に門前で来訪を知らせる意味もあるという。教義的には煩悩を除去し智慧を得る効果があるとされる。
錫杖の長さは通常170センチメートル前後であるが、法会、儀礼の場で使われる梵唄（ぼんばい）作法用の柄の短いものがある（手錫杖）。

## 持物として
仏像では地蔵菩薩などが持物（じもつ）として持つことがある。

## 武器として
日本の武道団体である少林寺拳法では、錫杖を武器としても用い、錫杖伝（金剛伝）と言う。

## 楽器として
修験者（山伏）の道具として、ホラ貝と共に馴染みであり、携行具として楽器的に使用された（山伏祭文）。その後徐々に俗化し、デロレン祭文→現在の江州音頭に継承されている。現在は先端部の金属のみを持って振ることが多い。

## 経典
錫杖の功徳を説いたものに九條錫杖経（くじょうしゃくじょうきょう）がある。